# This Is What the Truth Feels Like
This Is What the Truth Feels Like —en español: Así es como se siente la verdad— es el tercer álbum de estudio como solista de la cantante estadounidense Gwen Stefani, lanzado el 18 de marzo de 2016 en los Estados Unidos, por la compañía discográfica Interscope Records. Inicialmente el lanzamiento del álbum estaba planeado para diciembre de 2014, con Benny Blanco siendo el productor ejecutivo y las canciones «Baby Don't Lie» y «Spark the Fire» siendo lanzadas como sencillos. No obstante, luego del bajo desempeño de ambas canciones en los rankings y el bloqueo del escritor que Gwen Stefani padeció, ella descartó el disco entero para empezar de nuevo.
Inspirada en el fin de su matrimonio con Gavin Rossdale, Gwen Stefani comenzó a escribir nuevas canciones. Con la ayuda de los productores J. R. Rotem, Mattman & Robin y Greg Kurstin, así como los compositores Justin Tranter y Julia Michaels, Gwen Stefani compuso el álbum en pocos meses. Ella lo describió como un "álbum de separación", con las canciones teniendo un ambiente "sarcástico" y de humor negro, así como siendo reales, alegres y felices.
El primer sencillo del álbum, «Used to Love You», fue lanzado el 20 de octubre de 2015, con respuesta positiva por parte de los críticos y un moderado desempeño en los rankings. Su segundo sencillo, «Make Me Like You», fue lanzado el 12 de febrero de 2016, y su video musical es el primero en ser filmado en vivo durante la pausa comercial de los premios Grammy 2016.
El álbum debutó en el n°1 del Billboard 200, con el equivalente (contando ventas digitales) de 84.000 unidades vendidas en una semana, siendo además el primero de Gwen Stefani como solista que llega a encabezar la lista.

## Lista de canciones
This Is What the Truth Feels Like — edición estándar

| N.º   | Título                        | Escritor(es)                                                                     | Productor(es)                     | Duración |  |
| 1.    | «Misery»                      | Gwen Stefani, Justin Tranter, Julia Michaels, Mattias Larsson, Robin Fredriksson | Mattman & Robin                   | 3:26     |  |
| 2.    | «You're My Favorite»          | Stefani, Tranter, Michaels, Greg Kurstin                                         | Kurstin                           | 2:56     |  |
| 3.    | «Where Would I Be?»           | Stefani, Tranter, Michaels, Kurstin                                              | Kurstin                           | 3:18     |  |
| 4.    | «Make Me Like You»            | Stefani, Tranter, Michaels, Larsson, Fredriksson                                 | Mattman & Robin                   | 3:36     |  |
| 5.    | «Truth»                       | Stefani, Tranter, Michaels, Larsson, Fredriksson                                 | Mattman & Robin                   | 3:34     |  |
| 6.    | «Used to Love You»            | Stefani, Tranter, Michaels, Jonathan "JR" Rotem, Teal Douville                   | Rotem                             | 3:47     |  |
| 7.    | «Send Me a Picture»           | Stefani, Tranter, Michaels, Kurstin                                              | Kurstin                           | 3:35     |  |
| 8.    | «Red Flag»                    | Stefani, Tranter, Raja Kumari, Rotem                                             | Rotem                             | 3:20     |  |
| 9.    | «Asking 4 It» (con Fetty Wap) | Stefani, Tranter, Michaels, Tor Hermansen, Mikkel S. Eriksen, Willie Maxwell II  | Stargate, Tim Blacksmith, Danny D | 3:30     |  |
| 10.   | «Naughty»                     | Stefani, Tranter, Kumari, Rotem                                                  | Rotem                             | 3:07     |  |
| 11.   | «Me Without You»              | Stefani, Tranter, Michaels, Rotem                                                | Rotem                             | 3:33     |  |
| 12.   | «Rare»                        | Stefani, Tranter, Michaels, Kurstin                                              | Kurstin                           | 3:55     |  |
| 41:37 |                               |                                                                                  |                                   |          |  |

| Edición internacional estándar |            |                                 |              |          |  |
| N.º                            | Título     | Escritor(es)                    | Productor(s) | Duración |  |
| 13.                            | «Loveable» | Stefani, Tranter, Kumari, Rotem | Rotem        | 3:18     |  |
| 44:55                          |            |                                 |              |          |  |

| Edición internacional deluxe |                  |                                               |                 |          |  |
| N.º                          | Título           | Escritor(es)                                  | Productor(s)    | Duración |  |
| 13.                          | «Rocket Ship»    | Stefani, Tranter, Michaels, Rotem, Douville   | Rotem, Douville | 3:08     |  |
| 14.                          | «Getting Warmer» | Stefani, Tranter, Michaels, Rotem, Mike Green | Rotem, Green    | 3:24     |  |
| 15.                          | «Obsessed»       | Stefani, Tranter, Kumari, Rotem               | Rotem           | 3:36     |  |
| 16.                          | «Splash»         | Stefani, Tranter, Kumari, Rotem               | Rotem           | 3:50     |  |
| 17.                          | «Loveable»       | Stefani, Tranter, Kumari, Rotem               | Rotem           | 3:18     |  |
| 58:53                        |                  |                                               |                 |          |  |

| Edición deluxe para Target |                  |                                             |                 |          |  |
| N.º                        | Título           | Escritor(es)                                | Productor(es)   | Duración |  |
| 13.                        | «Rocket Ship»    | Stefani, Tranter, Michaels, Rotem, Douville | Rotem, Douville | 3:08     |  |
| 14.                        | «Getting Warmer» | Stefani, Tranter, Michaels, Rotem, Green    | Rotem, Green    | 3:24     |  |
| 15.                        | «Obsessed»       | Stefani, Tranter, Kumari, Rotem             | Rotem           | 3:36     |  |
| 16.                        | «Splash»         | Stefani, Tranter, Kumari, Rotem             | Rotem           | 3:50     |  |
| 55:35                      |                  |                                             |                 |          |  |

| Edición japonesa |                  |                                                                     |                 |          |  |
| N.º              | Título           | Escritor(es)                                                        | Productor(es)   | Duración |  |
| 13.              | «Rocket Ship»    | Stefani, Tranter, Michaels, Rotem, Douville                         | Rotem, Douville | 3:08     |  |
| 14.              | «Getting Warmer» | Stefani, Tranter, Michaels, Rotem, Green                            | Rotem, Green    | 3:24     |  |
| 15.              | «Obsessed»       | Stefani, Tranter, Kumari, Rotem                                     | Rotem           | 3:36     |  |
| 16.              | «Splash»         | Stefani, Tranter, Kumari, Rotem                                     | Rotem           | 3:50     |  |
| 17.              | «Loveable»       | Stefani, Tranter, Kumari, Rotem                                     | Rotem           | 3:18     |  |
| 18.              | «War Paint»      | Stefani, Tranter, Kumari, Rotem, Lovy Longomba, Douville, Corraliza |                 | 3:49     |  |
| 62:42            |                  |                                                                     |                 |          |  |

## Posicionamiento en listas
| Listas (2016)                         | Posición |
| ------------------------------------- | -------- |
| Australia (ARIA)                      | 6        |
| Austria (Ö3 Austria)                  | 38       |
| Bélgica (Ultratop flamenca)           | 32       |
| Bélgica (Ultratop valona)             | 21       |
| Canadá (Billboard Canadian Albums)    | 3        |
| República Checa (ČNS IFPI)            | 28       |
| Países Bajos (Album Top 100)          | 49       |
| Francia (SNEP)                        | 44       |
| Greek Albums (IFPI)                   | 36       |
| Irlanda (IRMA)                        | 17       |
| Italia (FIMI)                         | 56       |
| Japanese Albums (Oricon)              | 74       |
| Nueva Zelanda (Recorded Music NZ)     | 15       |
| Noruega (VG-lista)                    | 40       |
| Russian Albums (Russian Music Charts) | 3        |
| South Korean Albums (Gaon)            | 75       |
| España (PROMUSICAE)                   | 42       |
| Suiza (Schweizer Hitparade)           | 10       |
| Taiwanese Albums (Five Music)         | 2        |
| Reino Unido (UK Albums Chart)         | 14       |
| Estados Unidos (Billboard 200)        | 1        |